# 布雷特·克拉克
布雷特·克拉克（英語：Brett Clarke，1972年10月27日—），澳大利亚男子乒乓球运动员。他曾代表澳大利亚参加2002年和2006年英联邦运动会乒乓球比赛，其中2002年英联邦运动会获得一枚银牌。